# سباستیانو لو موناکو
سباستیانو لو موناکو (ایتالیایی: Sebastiano Lo Monaco؛ ‏۱۸ سپتامبر ۱۹۵۸ – ۱۶ دسامبر ۲۰۲۳) بازیگر اهل ایتالیا بود.
از فیلم‌ها یا برنامه‌های تلویزیونی که وی در آنها نقش داشته‌است، می‌توان به باریا،پدر ماتئو، حریم شکسته، محافظ بدن و من، دن جووانی اشاره کرد.